# 1876 у літературі

## Книги
- «Пригоди Тома Соєра» — роман Марка Твена.
- «Деніель Деронда» — роман Джордж Еліот.

## П'єси
- «Пер Ґінт» — п'єса Генріка Ібсена.

## Поезія
- «Полювання на Снарка» — поема Льюїса Керрола.

## Народились
- 12 січня — Джек Лондон, американський письменник (помер у 1916).
- 22 лютого — Зіткала-Ша, американська індіанська письменниця з племені янктон-сіу.
- 22 квітня — Оле Едварт Роульваг, американський норвезькомовний письменник (помер у 1931).
- 10 травня — Іван Цанкар, словенський поет, письменник, драматург (помер у 1918).
- 12 липня — Макс Жакоб, французький поет (помер у 1944).
- 13 вересня — Шервуд Андерсон, американський письменник (помер у 1941).

## Померли
- 26 травня — Франтішек Палацький, чеський історик (народився 1798)
- 2 червня — Христо Ботев, болгарський поет, громадський діяч (народився в 1848).
- 8 червня — Жорж Санд (фр. George Sand), французька письменниця (народилася в 1804).